# Новобайгільдіно
Новобайгі́льдіно (рос. Новобайгильдино, башк. Яңы Байгилде) — присілок у складі Шаранського району Башкортостану, Росія. Входить до складу Мічурінської сільської ради.
Населення — 55 осіб (2010; 64 у 2002).
Національний склад:
- марійці — 95 %